# Leptodactylus griseigularis
Leptodactylus griseigularis är en groddjursart som först beskrevs av Henle 1981.  Leptodactylus griseigularis ingår i släktet Leptodactylus och familjen tandpaddor. IUCN kategoriserar arten globalt som livskraftig. Inga underarter finns listade i Catalogue of Life.